# جورج تورن (بازیکن فوتبال)
جورج تورن (انگلیسی: George Thorne؛ زادهٔ ۴ ژانویهٔ ۱۹۹۳) یک بازیکن فوتبال اهل بریتانیا است.